# فریدریش آلبرت فون زینکر
فریدریش آلبرت فون زینکر (آلمانی: Friedrich Albert von Zenker؛ ‏ ۱۳ مارس ۱۸۲۵ – ۱۳ ژوئن ۱۸۹۸) پزشک، آسیب‌شناس، کالبدشناس و استاد دانشگاه اهل پادشاهی ساکسونی بود که بابت کشف تریشینوز شهرت دارد. وی از سال ۱۸۶۲ استاد آسیب‌شناسی تشریحی و داروشناسی در ارلانگن بود. فرهنگستان علوم فرانسه در سال ۱۸۶۵ به او جایزه مونتیون را اهدا کرد. نکروز زینکر، دیورتیکول زینکر و فلج زینکر همگی نام خود را از او می‌گیرند.

## بیشتر بخوانید
- Haubrich, WS (May 2004). "Von Zenker of Zenker's diverticulum". Gastroenterology. 126 (5): 1269. doi:10.1053/j.gastro.2004.03.028. PMID 15131786.